# محطة قطار عين الدفلى
محطة عين الدفلى هي محطة قطار جزائرية تقع عين الدفلى بولاية عين الدفلى. تُعدّ جزءًا من شبكة الخطوط الإقليمية التي وتديرها الشركة الوطنية للنقل بالسكك الحديدية في الجزائر.

## وضع السكك الحديدية
تقع المحطة على خط الجزائر - وهران، حيث تسبقها محطة عريب وتتبعها محطة العامرة.

## تاريخ
خلال فترة الاستعمار ، كانت المحطة تسمى محطة دوبريه .

## خدمة الركاب

### خدمة
محطة عين الدفلى تخدمها :
- قطارات الخط الرئيسي لخط الجزائر - وهران؛
- القطارات الإقليمية للاتصالات:
  - الجزائر – الشلف
  - الشلف – خميس مليانة.

## روابط خارجية
- "ش.و.ن.س.ح". الشركة الوطنية للنقل بالسكك الحديدية. مؤرشف من الأصل في 2025-05-05.